# Grote worteluil
De grote worteluil (Agrotis ipsilon) is een nachtvlinder die behoort tot de familie Noctuidae. De vlinders worden door licht aangetrokken.

## Kenmerken
De vlinder heeft een spanwijdte van 40 tot 56 mm. De kleur van de voorvleugels varieert van licht- tot donkerbruin, waarbij de vrouwtjes meestal donkerder zijn dan de mannetjes. Er kunnen ook grauwzwarte en grauwwitte exemplaren voorkomen. Over de voorvleugel loopt vanaf een niervormige vlek een zwarte streep. Bij de vleugelbasis zitten twee kleinere, pijlvormige strepen, die naar buiten wijzen. De achtervleugels zijn wit en lijken bijna doorzichtig.

## Leefwijze
De aard- tot grauwbruine, glanzende rupsen leven in de grond en vreten aan de wortelhals van planten. In de suikerbietenteelt en groentetuin kunnen ze een ware plaag vormen. Ze kunnen verward worden met emelten, maar die hebben geen poten en rollen bij aanraken niet op. De pop is roodbruin. De rupsen eten aardappelplanten, tabak, sla en groenten.

## Voortplanting en ontwikkeling
De vlinder zet in april haar lichtgele, afgeplatte en zwak geribde eieren af.

## Verspreiding en leefgebied
De grote worteluil komt over de hele wereld voor met uitzondering van de tropen, Noord-Scandinavië en Noord-Rusland. Het is een trekvlinder. In Europa vliegen de vlinders in groten getale vanuit Italië en Spanje naar het Noorden. In een zachte winter kunnen ze ook in Nederland overleven. Ook komen in het voorjaar vlinders uit de verpopte, overwinterende rupsen. In Nederland komen twee generaties per jaar voor. De tweede generatie vlinders verschijnen vanaf juli tot november. Deze generatie zet in Nederland geen eieren af, maar vliegt naar het zuiden.

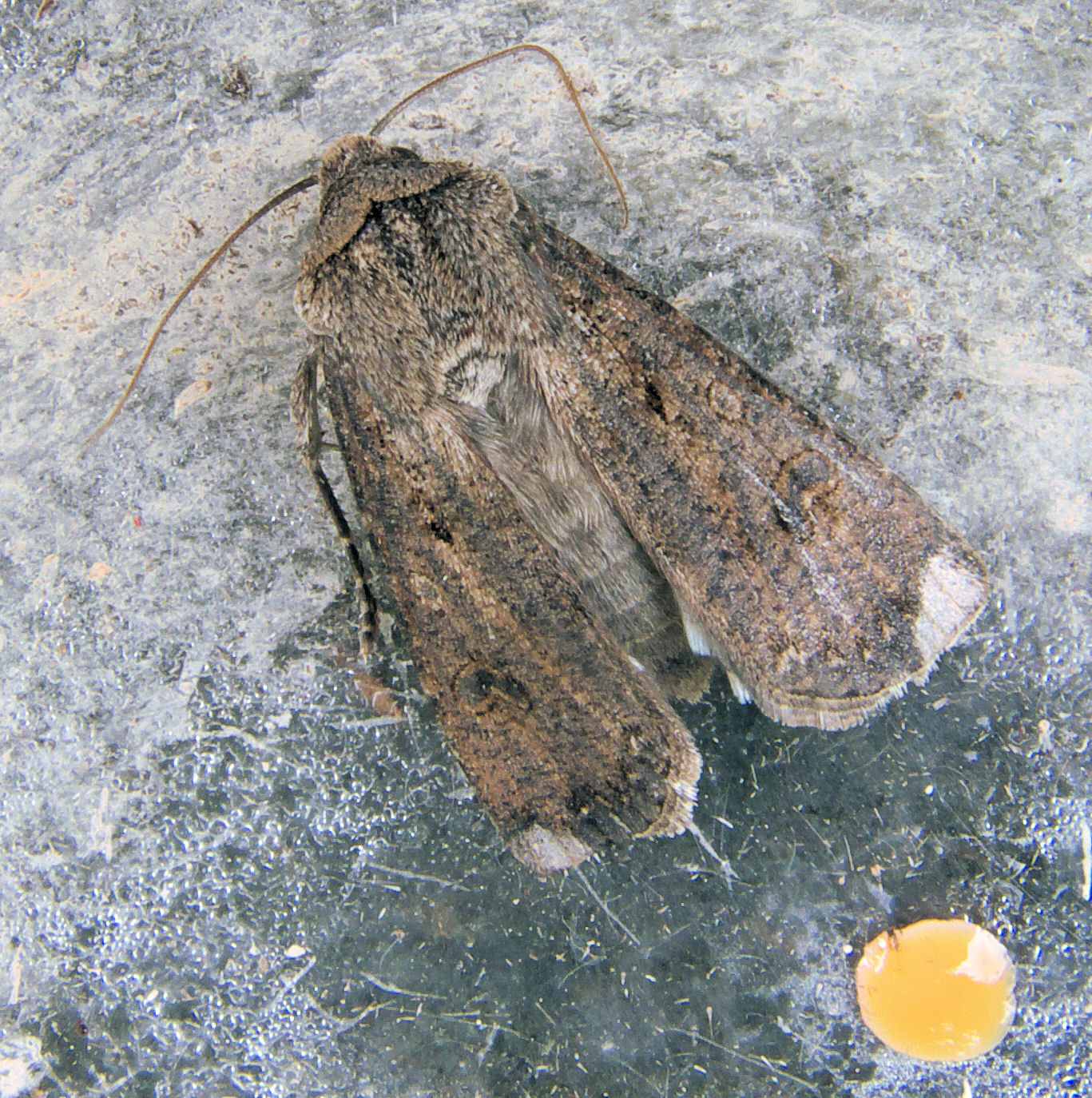
Grote worteluil
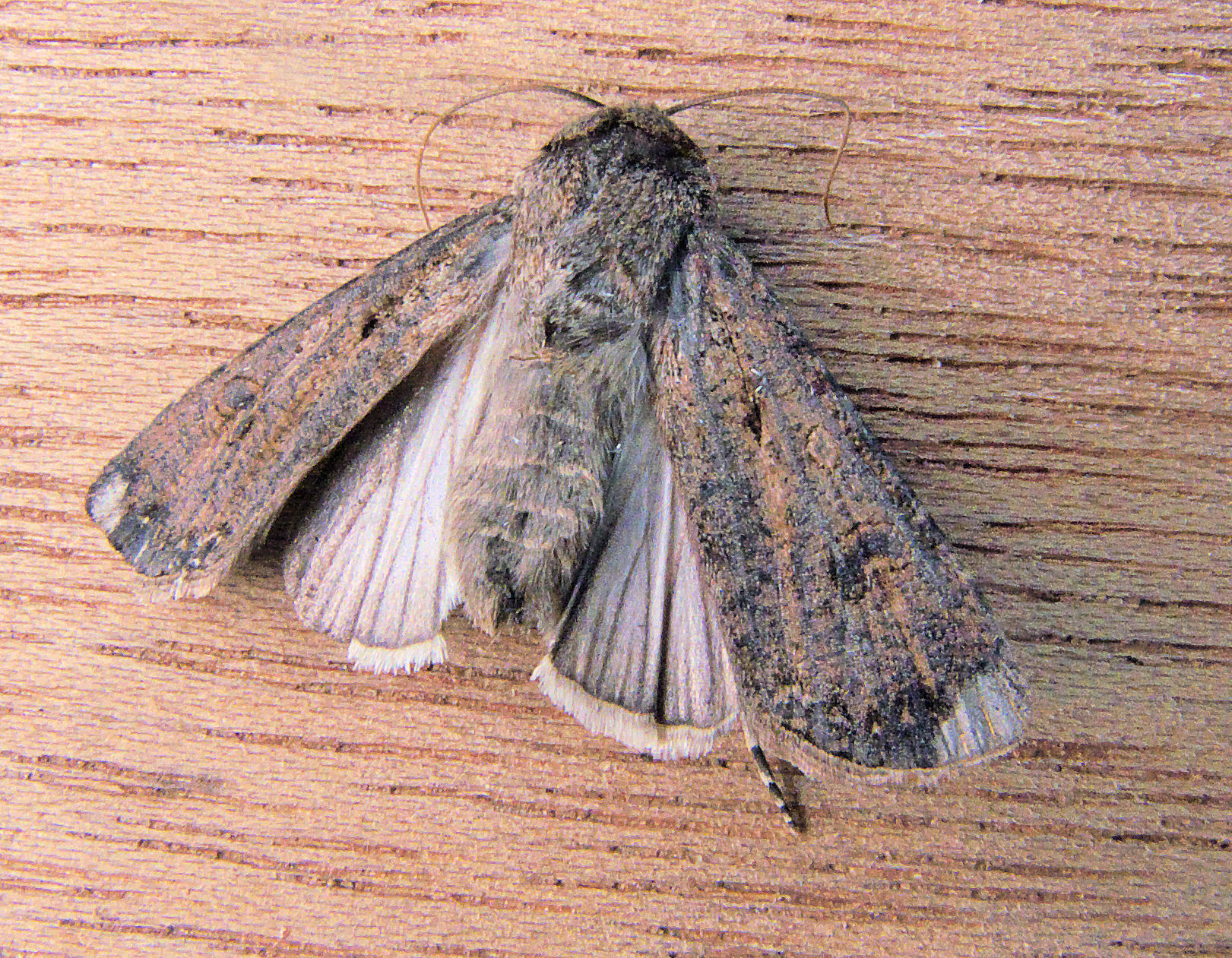
Grote worteluil
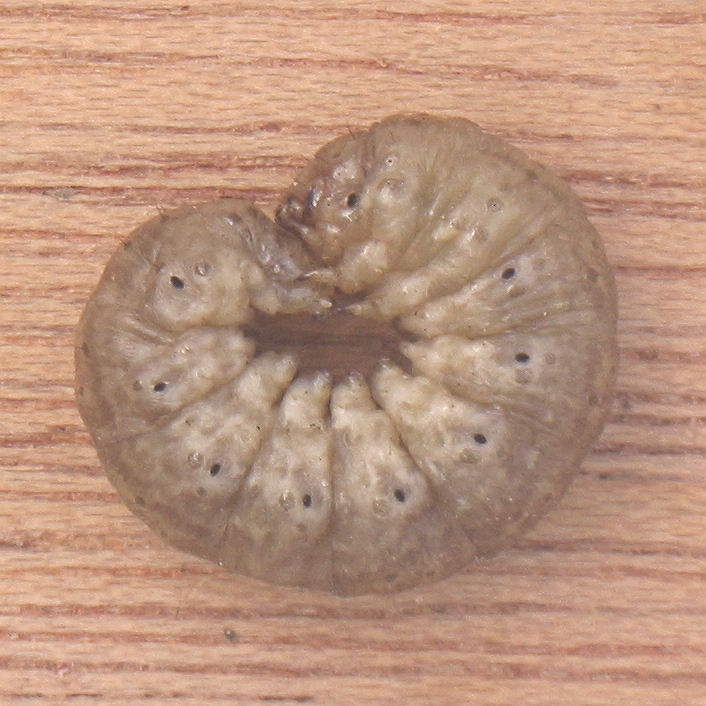
Opgerolde aardrups van de grote worteluil als reactie op aanraken
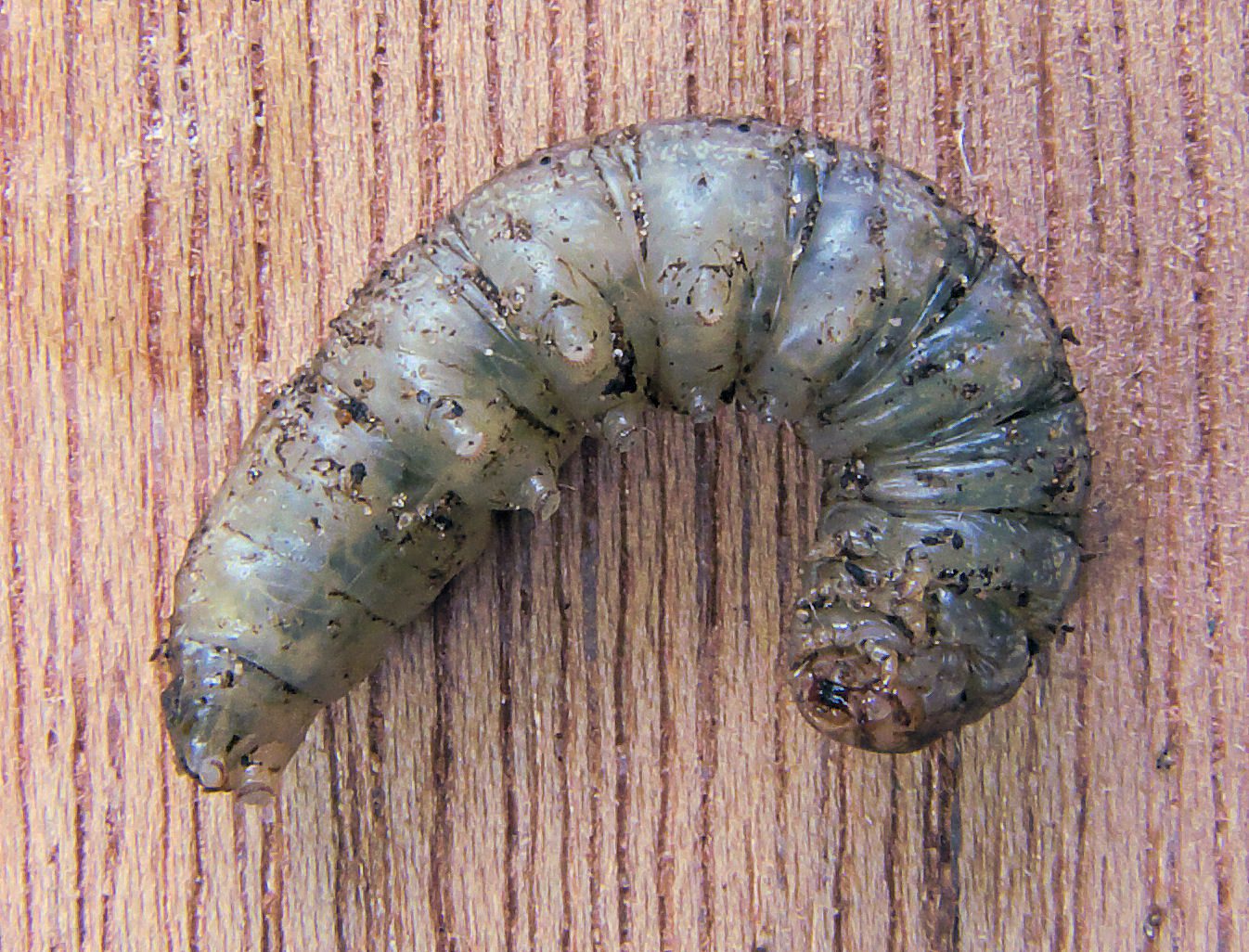
Aardrups van de grote worteluil
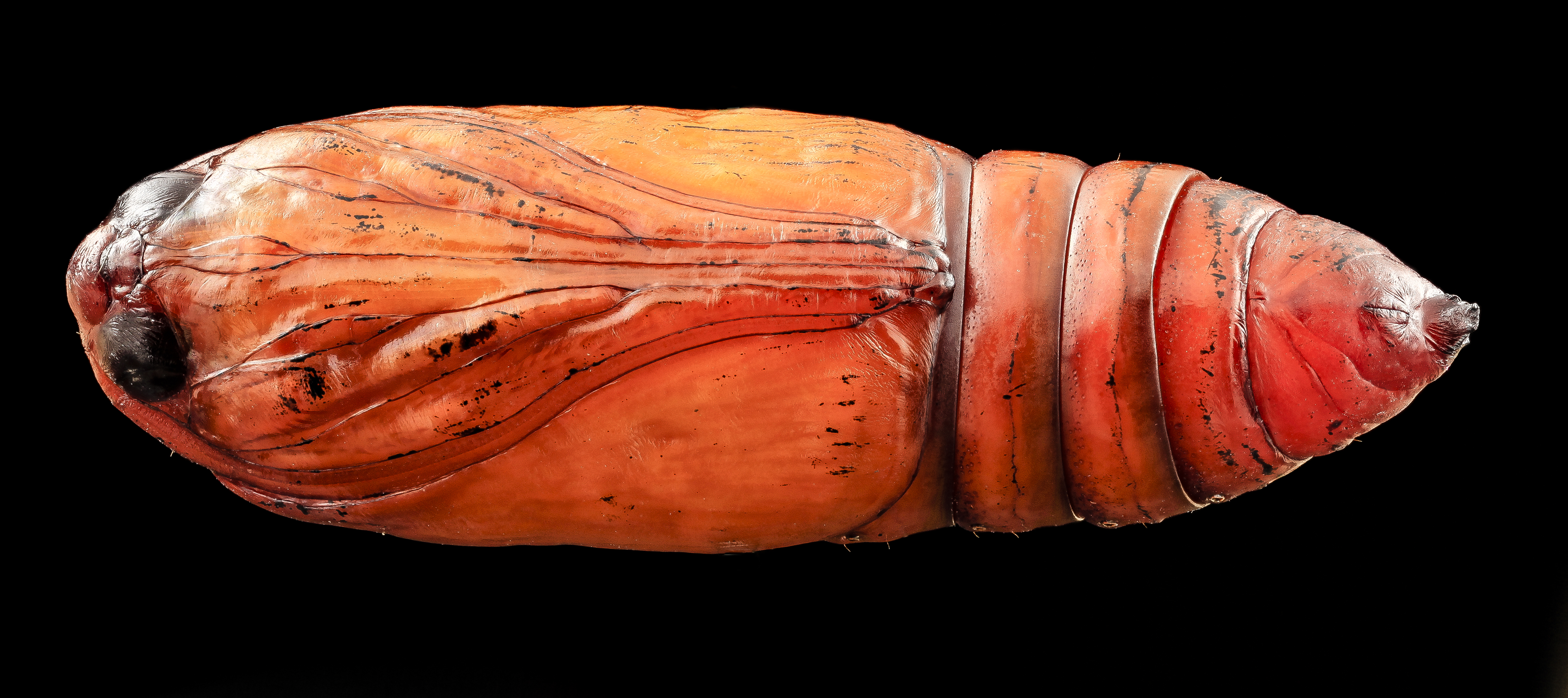
De grote worteluil tijdens het verpoppen
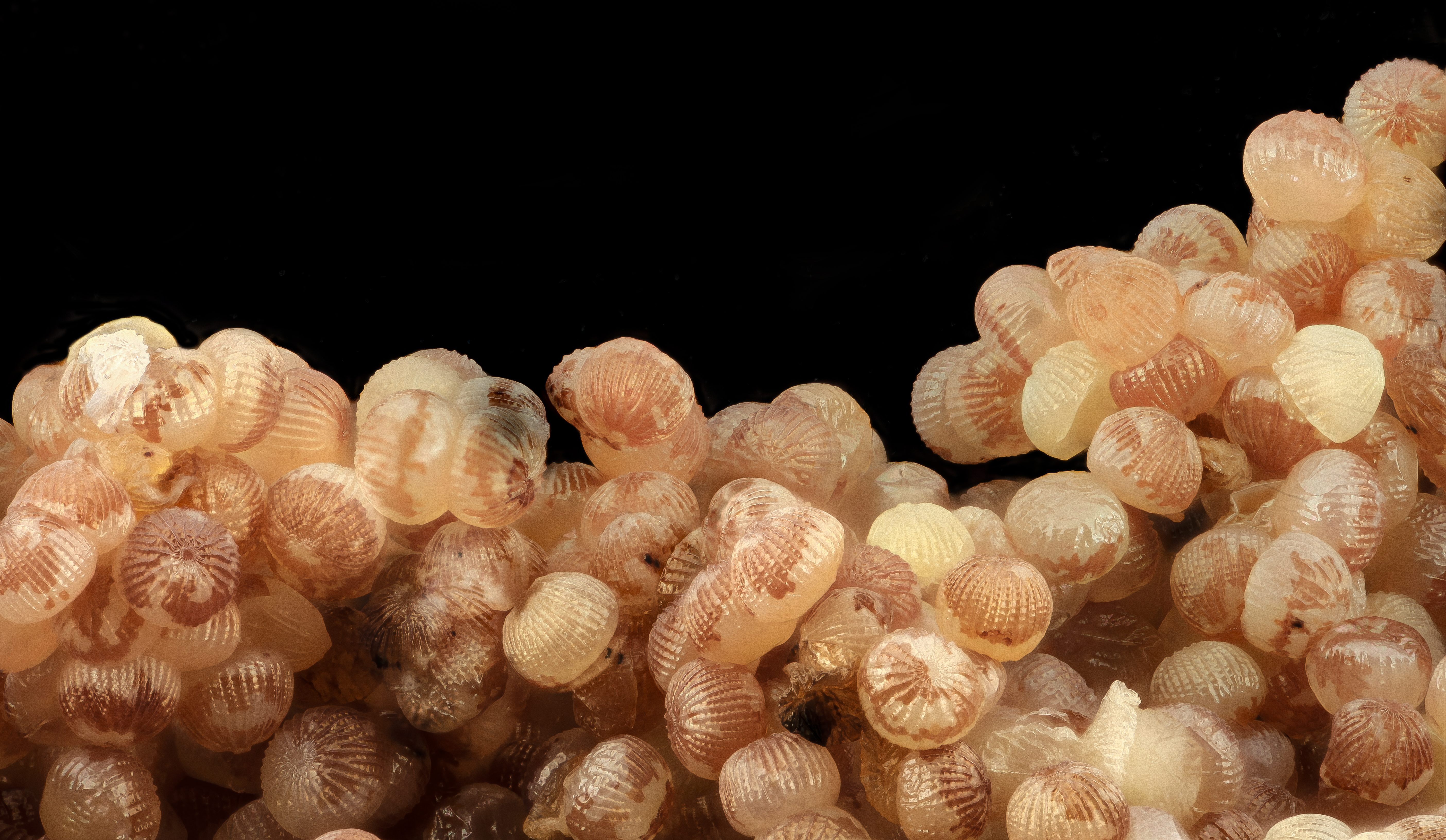
Eieren